# Lamothe-Fénelon
Lamothe-Fénelon is een gemeente in het Franse departement Lot (regio Occitanie) en telt 320 inwoners (1999). De plaats maakt deel uit van het arrondissement Gourdon.

## Geografie
De oppervlakte van Lamothe-Fénelon bedraagt 14,2 km², de bevolkingsdichtheid is 22,5 inwoners per km².
De onderstaande kaart toont de ligging van Lamothe-Fénelon met de belangrijkste infrastructuur en aangrenzende gemeenten.

## Demografie
Onderstaande figuur toont het verloop van het inwonertal (bron: INSEE-tellingen).